# Cleptometopus papuanus
Cleptometopus papuanus là một loài bọ cánh cứng trong họ Cerambycidae.